# Paranecepsia alchorneifolia
Paranecepsia alchorneifolia là một loài thực vật thuộc họ Euphorbiaceae. Loài này có ở Mozambique và Tanzania.